# Damo
Damo (in greco antico: Δαμώ?, Damṓ; Crotone, 535 a.C. – Crotone, 475 a.C.) è stata una filosofa greca antica della scuola pitagorica, vissuta nel VI secolo a.C. e ritenuta figlia di Pitagora e Teano.

## Biografia
Poco si conosce della vita di Damo. La tradizione narra che Pitagora dalla moglie Teano ebbe tre figlie, Myia, Damo e Arignote (tutte filosofe), e due figli, Telauges e Mnesarchus: forse fu Damo che dopo la morte del padre guidò la scuola con i suoi figli. Giamblico afferma invece che Damo si risposò con Aristeo, che divenne lo scolarca dopo Pitagora.
Secondo la credenza Pitagora affidò a Damo la custodia dopo la sua morte dei suoi manoscritti (hypomnematà):
Riguardo al contenuto di quei testi Giamblico scrive che  «Pitagora compose il suo trattato sugli Dei e ricevette l'assistenza di Orfeo, perciò quei trattati teologici sono sottotitolati, come i sapienti e fidati Pitagorici affermano, da Telauges; presi dai commentari lasciati da Pitagora stesso a sua figlia, Damo, sorella di Telauges...»